# Запис Тодоровића орах (Смиловац)
Запис Тодоровића орах (Смиловац) се налази на парцели чији је власник Тодоровић Радослав.

## Локација
| Општина             | Ражањ                                                           |
| Катастарска општина | Смиловац                                                        |
| Потес               | Село                                                            |
| Координате          | 43° 46′ 32″ С; 21° 35′ 02″ И / 43.775599999999997° С; 21.584° И |
| Надморска висина    | 266m                                                            |

## Карактеристике
Дендрометријске вредности утврђене на терену и сателитским снимцима:
| Стабло                     | Орах |
| Висина стабла              | m    |
| Обим дебла                 | m    |
| Пречник крошње             | 5m   |
| Пречник дебла              | m    |
| Висина дебла до прве гране | m    |

## База записа
Запис је у оквиру Викимедија пројекта "Запис - Свето дрво" заведен под редним бројем 0673.